# Ahom (langue)
L'ahom est une langue taï anciennement parlée par les Ahom en Assam, au nord-est de l'Inde. La langue est éteinte. Elle s’écrivait à l’aide de l’écriture du même nom.

## Histoire de la langue
Les Ahom sont arrivés dans la région au début du XIIIe siècle. La langue est éteinte depuis deux siècles et a été remplacée par l'assamais. Elle est attestée, grâce à l'existence de nombreux manuscrits en alphasyllabaire ahom, et, dans l'est du district de Sivasagar, elle continue à être utilisée dans la liturgie par les prêtres. Un programme de renaissance de la langue existe, avec l'aide de locuteurs d'autres langues taï, le tai phake et l'aiton, encore parlées en Assam.

## Sources
- (en) David Bradley, 2007, East and Southeast Asia dans christopher Moseley (éditeur) Encyclopedia of the world’s endangered languages, pp. 349-424, Milton Park, Routledge.
- (en) George van Driem, 2007, South Asia and the Middle East dans christopher Moseley (éditeur) Encyclopedia of the world’s endangered languages, pp. 283-348, Milton Park, Routledge.